# رايغيت (دائرة انتخابية في المملكة المتحدة)
رايغيت (بالإنجليزية: Reigate)‏ هي إحدى الدوائر الانتخابية في المملكة المتحدة الممثلة في مجلس العموم في برلمان المملكة المتحدة.
عضو البرلمان الذي يمثلها حالياً هو :Mr Crispin Blunt (Con).